# Alternátor (automobil)

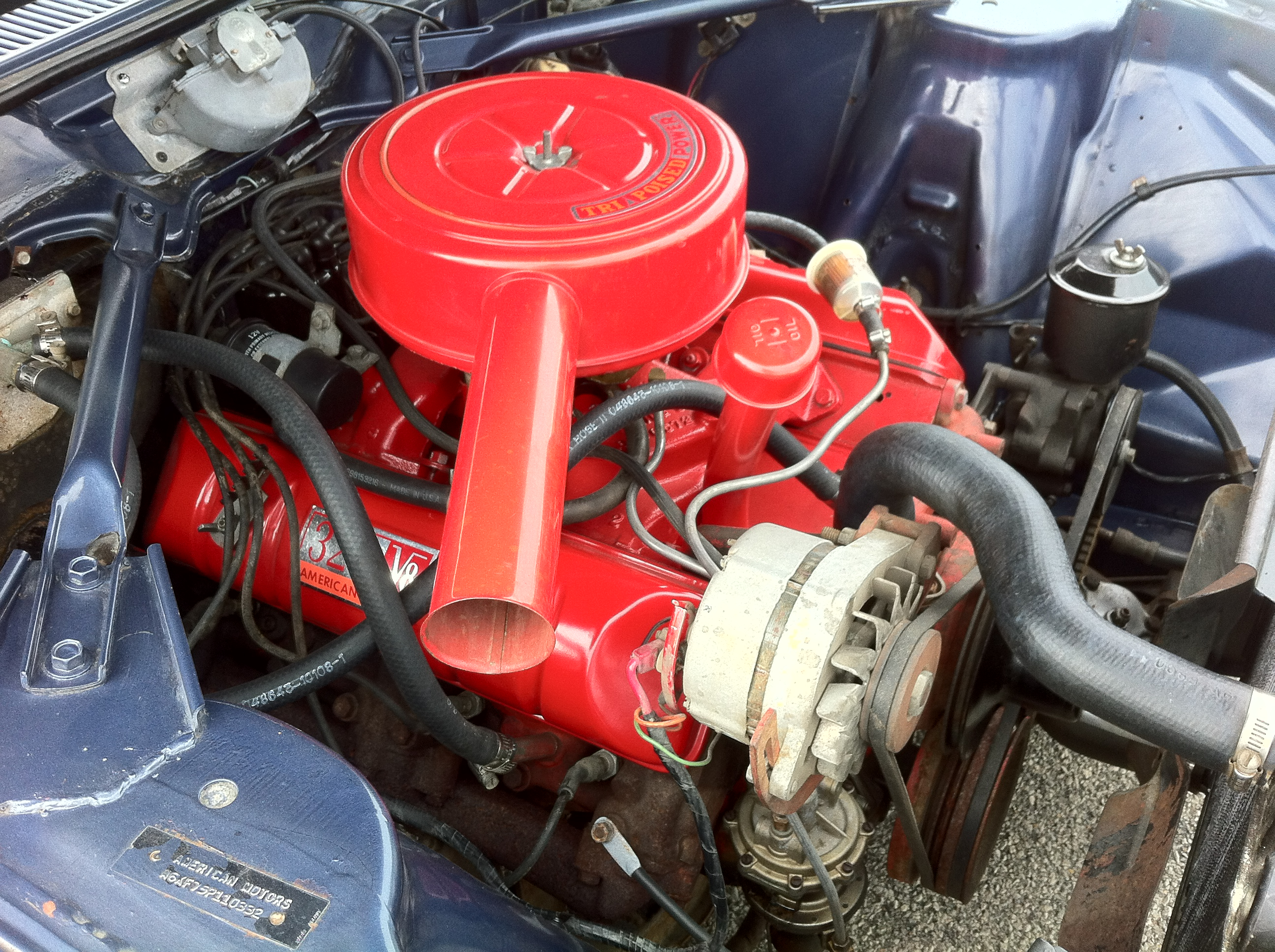
Alternátor (stříbrný), namontovaný na motoru V8

Automobilový alternátor je zdroj stejnosměrného napětí v automobilech. V automobilech se používá k nabíjení baterie a k napájení elektrického systému, když je motor automobilu v chodu.
Elektrická instalace v automobilu je obvykle jednosměrná. Jelikož samotný alternátor je zdrojem střídavého napětí, je automobilový alternátor kombinován s usměrňovačem. Třífázový alternátor ve spojení s usměrňovacim můstkem vytvoří 12V pulzní zdroj stejnosměrného proudu, který se využívá k dobíjení akumulátoru, pokrytí spotřeby světel a ostatních spotřebičů. K zajištění stejnosměrného proudu s nízkým zvlněním se používá polyfázové vinutí (stator obsahuje několik fázově posunutých vinutí) s tvarovanými a póly.
Alternátor v automobilu je obvykle poháněn klínovým řemenem z klikové hřídele automobilu. Vzhledem k širokému spektru pracovních otáček motoru automobilu a závislost výstupního napětí alternátoru na otáčkách rotoru je nutno alternátor doplnit o regulační člen, který tyto rozdíly vyrovnává.

## Výhody oproti dynamům
Alternátor nahradil dynamo generátor s komutátorem, který se používal do šedesátých let 20. století. Ve srovnání s dynamem je alternátor lehčí, odolnější a poskytuje dostatečný výkon již při volnoběžných otáčkách motoru automobilu. Na rozdíl od dynama alternátor používá kluzné kroužky, které mají vyšší životnost a přenášejí pouze řadící proud namísto celého výkonu generátoru. Regulátory alternátorů jsou také jednodušší než regulátory pro dynama. Regulátor dynama potřebuje odpojovací relé k izolaci výstupních cívek (kotvy) od baterie při nízké rychlosti; tato izolace u alternátorů je zajištěna usměrňovacími diodami alternátoru. Většina regulátorů dynam obsahuje také omezovač proudu; alternátory mají ze své podstaty omezený proud.

## Funkce
V alternátoru je generován střídavý proud, který se konvertuje do stejnosměrného proudu pomocí usměrňovače. Typické alternátory osobních a lehkých nákladních vozidel používají konstrukci pole Lundell nebo „drápkovou“. Tato konstrukce využívá tvarované železné jádro na rotoru k výrobě vícepólového pole z jednoho vinutí cívky. Póly rotoru vypadají jako prsty dvou rukou vzájemně propletené. Cívka je uvnitř namontována axiálně a proud pole je přiváděn pomocí kluzných kroužků a uhlíkových kartáčků. Tyto alternátory mají svá vinutí pole a statoru ochlazené axiálním prouděním vzduchu, které vytváří venkovní ventilátor připevněný k řemenu hnacího řemene.
Moderní vozy nyní používají kompaktní uspořádání alternátorů se zlepšeným chlazením vzduchem. Lepší chlazení umožňuje větší výkon menšího stroje. Kryt má na každém konci výrazné radiální větrací výřezy a obklopuje ventilátor. Používají se dva ventilátory, jeden na každém konci, a vzduchu vstupuje axiálně a vystupuje radiálně ven. Vinutí statoru nyní sestávají z hustého středního pásu, v němž jsou železné jádro a měděná vinutí pevně uzavřena, a koncových pásů, kde jsou vinutí více exponována kvůli lepšímu chlazení. Bližší odstup jádra od rotoru zlepšuje magnetickou účinnost. Menší uzavřené ventilátory produkují méně hluku, zejména při vyšších otáčkách stroje. Bezkontaktní verze alternátorů jsou běžné ve větších strojích a vozidlech, jako jsou nákladní auta a zemní stroje.